# Німфоманка (фільм)
«Німфоманка» (англ. Nymphomaniac) — двосерійна еротична драма режисера і сценариста Ларса фон Трієра спільного виробництва Данії, Німеччини, Франції, Бельгії і Великої Британії, що вийшла 2013 року. У головних ролях Шарлотта Генсбур, Стеллан Скашгорд, Стейсі Мартін.
Продюсерками стрічки були Луїза Вест (1 і 2 частини) і Марі Сесіль Гаде (2 частина). Вперше фільм продемонстрували 25 грудня 2013 року у Данії. В Україні у кінопрокаті прем'єра 1 частини фільму запланована на 20 лютого 2014 року, 2 частини — на 6 березня 2014 року.

## Сюжет
Холостяк Селіґман одного дня натикається на побиту жінку, що перебуває у непритомному стані. Він приводить Джо до себе додому, і, розглядаючи її рани, задумується над тим як ця жінка дійшла до такого стану. Джо розказує йому про своє насичене життя від народження до 50 років.

## У ролях
| Актор            | Персонаж                | Роль       |
| ---------------- | ----------------------- | ---------- |
| Шарлотта Генсбур | Джо англ. Joe           | німфоманка |
| Стеллан Скашгорд | Селіґман англ. Seligman | холостяк   |
| Стейсі Мартін    | Джо англ. Joe           | молода Джо |
| Шайа Лабаф       | Жером англ. Jerôme      |            |
| Крістіан Слейтер |                         | батько Джо |
| Конні Нільсен    | Кетрін англ. Katherine  | мати Джо   |
| Джеймі Белл      | К англ. K               |            |
| Ума Турман       | Місіс Х англ. Mrs. H    |            |
| Віллем Дефо      | Л англ. L               |            |
| Міа Гот          | Пі англ. P              |            |

## Сприйняття

### Критика
Фільм отримав позитивні відгуки: Rotten Tomatoes за першу частину дав оцінку 95% на основі 22 відгуків від критиків (середня оцінка 7,9/10). Загалом на сайті фільм має позитивний рейтинг, йому зарахований «стиглий помідор» від кінокритиків, за другу частину - дав оцінку 83% на основі 6 відгуків від критиків (середня оцінка 8/10). Загалом на сайті фільм має позитивний рейтинг, йому зарахований «стиглий помідор» від кінокритиків. Internet Movie Database за першу частину поставив оцінку 7,6/10 (6 460 голосів), за другу частину — 7,4/10 (1 746 голосів). Metacritic за першу частину дав оцінку 80/100 (6 відгуків критиків). Загалом на цьому ресурсі від критиків фільм отримав позитивні відгуки, за другу частину — 80/100 (5 відгуків критиків). Загалом на цьому ресурсі від критиків фільм отримав позитивні відгуки.

### Нагороди і номінації[12][13]
| Рік  | Нагорода     | Категорія                      | Номінант          | Результат |
| ---- | ------------ | ------------------------------ | ----------------- | --------- |
| 2014 | Bodil Awards | Найкраща актриса               | Шарлотта Генсбур  | Перемога  |
| 2014 | Bodil Awards | Найкраща актриса другого плану | Ума Турман        | Номінація |
| 2014 | Bodil Awards | Найкраща актриса               | Стейсі Мартін     | Номінація |
| 2014 | Bodil Awards | Найкращий актор                | Стеллан Скарсгард | Номінація |
| 2014 | Bodil Awards | Найкращий фільм                | Ларс фон Трієр    | Номінація |

### Виноски
1. 1 2  Nymphomaniac: Release Info (англ.). Internet Movie Database. Процитовано 18 лютого 2014.
2. 1 2  Німфоманка. Частина І. Kino-teatr.ua. Процитовано 18 лютого 2014.
3. 1 2  Німфоманка. Частина II. Kino-teatr.ua. Процитовано 18 лютого 2014.
4. 1 2  Nymphomaniac (англ.). Internet Movie Database. Процитовано 18 лютого 2014.
5. 1 2  Nymphomaniac: Volume II (англ.). Internet Movie Database. Процитовано 18 лютого 2014.
6. ↑  Nymphomaniac: Full Cast & Crew (англ.). Internet Movie Database. Процитовано 18 лютого 2014.
7. ↑  Nymphomaniac: Volume II: Full Cast & Crew (англ.). Internet Movie Database. Процитовано 18 лютого 2014.
8. ↑  Nymphomaniac: Volume I (англ.). Rotten Tomatoes. Процитовано 18 лютого 2014.
9. ↑  Nymphomaniac: Volume II (англ.). Rotten Tomatoes. Процитовано 18 лютого 2014.
10. ↑  Nymphomaniac: Volume I (англ.). Metacritic. Процитовано 18 лютого 2014.
11. ↑  Nymphomaniac: Volume II (англ.). Metacritic. Процитовано 18 лютого 2014.
12. ↑  Nymphomaniac: Awards (англ.). Internet Movie Database. Процитовано 18 лютого 2014.
13. ↑  Nymphomaniac: Volume II: Awards (англ.). Internet Movie Database. Процитовано 18 лютого 2014.